# Juan Rosai
Juan Rosai (Poppi, agosto de 1940) é um médico patologista italiano naturalizado americano, que tem contribuído para a investigação clínica na especialidade de patologia cirúrgica. Ele é o principal autor e editor de um respeitado livro dessa área do conhecimento, além de ter descrito condições médicas inovadoras, tais como a doença de Rosai-Dorfman e o tumor de pequenas células redondas desmoplásico. Rosai também é bem conhecido por causa de seu papel como mentor e professor de muitos patologistas cirúrgicos nos Estados Unidos e em outros países.